# Ла-Шапель-де-Маре
Ла-Шапель-де-Маре (фр. La Chapelle-des-Marais) — коммуна на западе Франции, находится в регионе Пеи-де-ла-Луар, департамент Атлантическая Луара, округ Сен-Назер, кантон Геранд. Расположена в 23 км к северу от Сен-Назера и в 48 км к юго-востоку от Вана, в 6 км от национальной автомагистрали N165 (Е60). Южная часть коммуны занята обширным болотом Гран-Бриер.
Население (2017) — 4 185 человек.

## Достопримечательности
- Медиатека «Гастон Леру» в здании голубятни XVIII века

## Экономика
Структура занятости населения:
- сельское хозяйство — 0,9 %
- промышленность — 8,2 %
- строительство — 9,5 %
- торговля, транспорт и сфера услуг — 41,3 %
- государственные и муниципальные службы — 40,1 %

Уровень безработицы (2017 год) — 10,5 % (Франция в целом — 13,4 %, департамент Атлантическая Луара — 11,6 %). 

Среднегодовой доход на 1 человека, евро (2017 год) — 20 260 (Франция в целом — 21 110, департамент Атлантическая Луара — 21 910).

## Демография
Динамика численности населения, чел.

## Администрация
Пост мэра Ла-Шапель-де-Маре с 2008 года занимает социалист Франк Эрви (Franck Hervy). На муниципальных выборах 2020 года он был единственным кандидатом на пост мэра.
| Период | Период | Фамилия       | Партия                                                 | Примечания                                     |
| ------ | ------ | ------------- | ------------------------------------------------------ | ---------------------------------------------- |
| 1959   | 1974   | Бернар Легран | Союз за французскую демократию Центр социал-демократов | сенатор, член Генерального совета департамента |
| 1974   | 1995   | Жиль Беллио   | Союз за французскую демократию Центр социал-демократов | член Генерального совета департамента          |
| 1995   | 2008   | Жак Буассон   | Социалистическая партия                                | учитель                                        |
| 2008   |        | Франк Эрви    | Социалистическая партия                                | инженер, член Генерального совета департамента |